# Saint-Jodard
 Saint-Jodard  es una población y comuna francesa, situada en la región de Ródano-Alpes, departamento de Loira, en el distrito de Roanne y cantón de Néronde.

## Demografía
| 606 | 508 | 438 | 345 | 421 | 604 |
| Para los censos de 1962 a 1999 la población legal corresponde a la población sin duplicidades (Fuente: INSEE [Consultar]) |     |     |     |     |     |